# Tancanhuitz
Tancanhuitz är en kommun i Mexiko.   Den ligger i delstaten San Luis Potosí, i den centrala delen av landet, 240 km norr om huvudstaden Mexico City.
Följande samhällen finns i Tancanhuitz:
- Tancanhuitz de Santos
- San José Pequetzén
- Aldzulup Poytzén
- La Garza
- Cuatlamayán
- Zojualo
- Chiapa Tuzantla
- Palmira Nuevo
- Linares
- Aldzulup
- Palmira Viejo
- Chacatitla Segunda Sección
- Aldzulup Octzén
- Guadalupe Victoria
- Tlalcintla
- Tempexquistitla
- Colonia Primero de Mayo
- Crucero de Xolol
- Tzépacab Segunda Sección Tzapicté
- Tamarindo
- Fracción O'ctzén
- Tamaletóm Tercera Sección
- El Crucero
- Tancoltze Primera Sección
- Cruztujub
- Colonia Omar San Román
- Cuayo
- Tzé Pakáb Primera Sección
- Tepeyac
- Coyol Já
- Hac Mom
- Tanjol Dhu't
- Chapalamel
- Ejido la Ceiba
- Crucero Marcelino Zamarrón
- Alhuitot
- Tey Já
- Unup Juk Tzepacab
- Jópoymom Primera Sección
- Barrio el Mango
- Fracción la Cuesta